# Stora Kalvsjön, Södermanland
Stora Kalvsjön är en sjö i Gnesta kommun i Södermanland och ingår i Trosaåns huvudavrinningsområde. Sjön är 3,3 meter djup, har en yta på 0,035 kvadratkilometer och befinner sig 60 meter över havet.